# معركة بحر المرجان
معركة بحر المرجان التي استمر القتال فيها من 4 وحتى 8 مايو عام 1942، هي معركة بحرية بين البحرية الإمبراطورية اليابانية والبحرية والقوات الجوية من الولايات المتحدة وأستراليا وكان مسرحها المحيط الهادئ خلال الحرب العالمية الثانية. تُعد المعركة تاريخيًا الأولى من نوعها التي تشتبك فيها حاملات الطائرات مع بعضها، إضافةً لكونها المعركة الأولى التي لا ترَ فيها السفن المتقاتلة أو تطلق النار على بعضها مباشرةً.
قرر اليابانيون، في محاولة لتقوية موقفهم الدفاعي في جنوب المحيط الهادئ، غزو واحتلال بورت موسيربي (في غينيا الجديدة) وتولاغي (في جرز سولومون الجنوبية الشرقية). أطلِق على الخطة لتنفيذ الغزو اسم «العملية مو» وتضمنت عدة وحدات أساسية من الأسطول الياباني المشترك. تضمنت هذه الوحدات حاملتي أسطول وحاملة طائرات خفيفة لتوفير الغطاء الجوي للقوات الغازية. كل تلك الوحدات كانت تحت إمرة الأدميرال الياباني شيغيوشي إينو.
علمت الولايات المتحدة بالخطة اليابانية من خلال استخبارات الإشارات، وأرسلت حاملتين تابعتين للبحرية الأمريكية وطرادًا أمريكيًا أستراليًا مشتركًا لاعتراض الهجوم. كانت تلك القوات تحت إمرة الأدميرال الأمريكي فرانك جي. فليتشر.
في الثالث والرابع من مايو، غزت القوات اليابانية واحتلت بنجاح تولاغي، رغم أن عددًا من سفنهم الحربية غرقت أو تضررت نتيجة هجوم مفاجئ من طائرات تابعة لحاملة الأسطول الأمريكية يوركتاون. بعد علمهم بوجود الحاملات الأمريكية في المنطقة، تقدمت حاملات الأسطول اليابانية باتجاه بحر المرجان بنية التموقع وتدمير القوات البحرية للتحالف. في مساء السادس من مايو، أدى الاتجاه الذي اختاره القادة المتقاتلون من خلال البحث الجوي إلى وصول الحاملات إلى مسافة 130 كيلومترًا عن بعضها دون علم الطرفين. في اليوم الأول، اعتقدت كلتا القوتين أنها تهاجم حاملات خصمها ولكنهما كانتا تهاجمان وحدات أخرى، إذ أغرق الأمريكان حاملة الطائرات الخفيفة شونو بينما أغرق اليابانيون مدمرة أمريكية وأصابوا مزودة نفط بأضرار جسيمة (والتي أغرِقت لاحقًا). في اليوم التالي، وجدت حاملات الأساطيل نظيراتها واشتبكت، إذ أصيبت الحاملة اليابانية شوكاكو بأضرار جسيمة، وأصيبت الحاملة الأمريكية ليكسينغتون بإصابات حرجة (وأغرقت لاحقًا) وتضررت الحاملة يوركتاون. بعد معاناة الطرفين من خسارات جسيمة في الطائرات وتضرر أو غرق الحاملات، فض الطرفان الاشتباك وابتعدوا عن منطقة المعركة. بسبب فقدان الغطاء الجوي للحاملات، استدعى إينو أسطول غزو بورت موريسبي لإعادة المحاولة لاحقًا.
رغم النصر التكتيكي لليابانيين من حيث إغراق السفن، أثبتت المعركة أنها نصر استراتيجي للحلفاء لعدة أسباب. أظهرت المعركة أنه وللمرة الأولى منذ بداية الحرب يُلاحظ تقدم ياباني كبير من قبل الحلفاء. والأكثر أهمية، أن الحاملات اليابانية شوكاكو وزويكاكو -الأولى تضررت والثانية استنزفت مجموعتها الكاملة من الطائرات- لم تتمكن من المشاركة في معركة ميدواي في الشهر التالي، بينما اشتركت الحاملة الأمريكية يوركتاون إذ أكدت على تكافؤ قريب بين العدوين وساهمت بنصر الولايات المتحدة في المعركة. منعت الخسائر الكبيرة في الحاملات في ميدواي اليابانيين من معاودة المحاولة لغزو بورت موريسبي من المحيط وسرّعت بالهجوم البري المشؤوم على ممر كوكودا. بعد شهرين، تفوق الحلفاء على اليابان نتيجة الضعف الاستراتيجي في جنوب المحيط الهادئ وأطلقوا حملة جوادالكانال، كسرت هذه الحملة، بالإضافة إلى حملة غينيا الجديدة، في نهاية المطاف الدفاعات اليابانية في جنوب المحيط الهادئ وكانت عاملًا مساهمًا أساسيًا في استسلام اليابان النهائي في الحرب العالمية الثانية.

## خلفية

### التوسع الياباني
في الثامن من ديسمبر 1941 (السابع من ديسمبر بالتوقيت الأمريكي)، أعلنت اليابان الحرب على الولايات المتحدة والإمبراطورية البريطانية، بعد هجوم القوات اليابانية على مالايا وسنغافورة وهونغ كونغ بالإضافة إلى القاعدة البحرية الأمريكية في بيرل هاربور. سعى القادة اليابانيون، بإطلاقهم لتلك الحرب، إلى تحييد الأسطول الأمريكي والاستيلاء على منطقة غنية بالموارد الطبيعية، والحصول على قواعد عسكرية إستراتيجية للدفاع عن إمبراطوريتهم المترامية. بكلمات أخرى صدرت إلى الأسطول المشترك التابع للبحرية الإمبراطورية اليابانية «الأمر السري رقم واحد» المؤرخ في الأول من نوفمبر عام 1941، كانت أهداف الحملات اليابانية المبدئية في الحرب الوشيكة إخراجَ القوة الأمريكية والبريطانية من جزر الهند الهولندية والفلبين وتأسيس سياسة من الانتفاع الذاتي والاستقلال الاقتصادي.
لدعم تلك الأهداف، خلال الأشهر الأولى لعام 1942، هاجمت القوات اليابانية، بالإضافة إلى مالايا، وسيطرت بنجاح على الفلبين وسنغافورة وجزر الهند الهولندية الشرقية وجزيرة ويك وبريطانيا الجديدة وجزر غيلبرت وغوام، ملحقةً خسائر جسيمة بالقوات البرية والبحرية والجوية للحلفاء. خططت اليابان لاستخدام تلك المناطق المحتلة لتأسيس محيط دفاعي للإمبراطورية الذي كان يُتوقع استخدامه كتكيك لحرب الاستنزاف أو لهزم أو استنفاد أي هجمات مضادة من قبل الحلفاء.
بعد فترة قصيرة من بداية الحرب، أوصت الأركان العامة للبحرية الإمبراطورية اليابانية بغزو شمال أستراليا لمنعها من أن تُستخدم كقاعدة لتهديد المحيط الدفاعي لليابان في جنوب المحيط الهادئ. رفض الجيش الإمبراطوري الياباني التوصية، قائلًا إنه لا يملك القوات أو القدرات البحرية المتوفرة لإطلاق مثل تلك العملية. في ذات الوقت، ناصر نائب الأدميرال شيغيوشي إينو، قائد الأسطول الرابع التابع للبحرية الإمبراطورية اليابانية الذي يتألف من معظم الوحدات البحرية الموجودة في جنوب المحيط الهادئ، احتلالَ تولاغي في جزر سولومون الجنوبية الشرقية وبورت موريسبي في غينيا الجديدة، ما سيضع شمال أستراليا في مرمى الطائرات اليابانية المتمركزة على الأرض. اعتقد إينو أن الاستيلاء والسيطرة على هذه المواقع سيوفر أمنًا أكبر وعمقًا دفاعيًا للقاعدة اليابانية في رابول في بريطانيا الجديدة. قبلت هيئة الأركان العامة في البحرية الإمبراطورية والجيش الإمبراطوري الياباني اقتراح إينو وروجت للمزيد من العمليات باستخدام تلك المواقع بصفتها قواعد داعمة للاستيلاء على كاليدونيا الجديدة وفيجي وساموا وبالتالي قطع خطوط الإمداد والاتصالات بين أستراليا والولايات المتحدة.
في أبريل عام 1942، طور الجيش والبحرية خطةً أطلقوا عليها اسم «العملية مو». دعت الخطة إلى غزو بورت موريسبي وتأمينه بحلول العاشر من مايو. تضمنت الخطة أيضًا الاستيلاء على تولاغي بين 2-3 مايو، وفيها تُقيم البحرية قاعدة للطائرات المائية من أجل عمليات جوية محتملة ضد مناطق وقوات التحالف في جنوب المحيط الهادئ ولتوفير قاعدة لطائرات الاستطلاع. بعد إكمال العملية مو، خططت البحرية لإطلاق «العملية آر واي» مستخدمةً سفنًا حاربت في العملية مو، للاستيلاء على ناورو وجزيرة المحيط من أجل حقول الفوسفات الموجودة فيها في الخامس عشر من مايو. قُرر أن يُخطط لعمليات قادمة ضد فيجي وساموا وكاليدونيا الجديدة (العملية إف إس) عند إكمال العمليات مو وآر واي. بسبب هجوم جوي من طائرات الحلفاء المتمركزة على الأرض وعلى حاملات الطائرات والذي ألحق أضرارًا بالبحرية اليابانية الغازية لمنطقة لاي سالاماوا في غينيا الجديدة في آذار، طلب إينو من الأسطول الياباني المشترك إرسال حاملات طائرات للتغطية الجوية للعملية مو. كان إينو قلقًا بصورة خاصة من قاذفات الحلفاء المتمركزة في القواعد الجوية في تاونسفيل وكوكتاون في أستراليا والتي كانت خارج نطاق قاذفاته المتمركزة في رابول ولاي.
كان الأدميرال إيسوركو ياماموتو، قائد الأسطول المشترك، يُخطط بشكل متزامن لعملية في يونيو يأمل أن تستدرج الحاملات الأمريكية التي لم تُصب في هجوم بيرل هاربور إلى مواجهة حاسمة في وسط المحيط الهادئ في جزر الميدواي. في غضون ذلك، فصل ياماموتو بعض سفنه الحربية الكبيرة، بما في ذلك حاملتا أسطول وحاملة خفيفة ووحدة طراد ووحدات مدمرات لدعم العملية مو ووضع إينو مسؤولًا عن الجزء البحري من العملية.